# Charles Brown
Charles Brown (n. 28 februarie 1939, Cincinnati, Ohio, SUA) este un boxer ce a reprezentat Statele Unite ale Americii, medaliat olimpic. A participat la o ediție a Jocurilor Olimpice (1964) în care a câștigat o medalie de bronz.